# Sebastian Brunner
Sebastian Brunner (født 10. december 1814 i Wien, død 26. november 1893 i Währing ved Wien) var en katolsk teolog og forfatter.
Brunner studerede teologi i sin fødeby og fik præstevielse 1838. En tid lang stod han i Metternichs tjeneste, grundlagde senere Wiener katolische Kirchenzeitung. Han blev en hidsig repræsentant for de ultramontane og bekæmpede med fanatisme alle moderne bevægelser. Enten han skrev vers (det didaktiske digt Die Welt ein Epos 1844) eller prosa (Keilschriften 1856 og Woher? Wohin?, delvis hans selvbiografi 1858), stiller han sin pen i agitationens tjeneste. Hans samlede fortællinger og poetiske skrifter er udgivne i 8 bind (1863-77; ny udgave 1890).